# Trichosteleum friedense
Trichosteleum friedense là một loài Rêu trong họ Sematophyllaceae. Loài này được (D.H. Norris & T.J. Kop.) P. Câmara miêu tả khoa học đầu tiên.